# Sine (Sragen)
Sine is een bestuurslaag in het regentschap Sragen van de provincie Midden-Java, Indonesië. Sine telt 5396 inwoners (volkstelling 2010).